# Први осветник: Капетан Америка
Први осветник: Капетан Америка (енгл. Captain America: The First Avenger) је амерички научнофантастични суперхеројски филм из 2011. у режији Џоа Џонстона, а по сценарију Кристофера Маркуса и Стивена Макфилија на основу стрипа Капетан Америка аутора Џоа Сајмона и Џека Кирбија. Продуцент филма је Кевин Фајги. Музику је компоновао Алан Силвестри. Ово је пети наставак у серији филмова из Марвеловог филмског универзума.
Насловну улогу тумачи Крис Еванс као Стив Роџерс / (Капетан Америка), док су у осталим улогама Томи Ли Џоунс, Хјуго Вивинг, Хејли Атвел, Себастијан Стен, Доминик Купер, Нил Макдана, Дерек Лук и Стенли Тучи.
Радња филма одвија се током Другог светског рата и прати болешљивог младића Стива Роџерса, кога комплексоном операцијом трансформишу у супер-војника Капетана Америку како би помогао током рата. 
Први осветник: Капетан Америка наишао је на позитиван пријем код критичара и зарадио 370,6 милиона долара, а 2014. снимљен је и наставак под насловом Капетан Америка: Зимски војник, док је 2016. године изашао и трећи део, назван Капетан Америка: Грађански рат.

## Радња
Тим научника проналази замрзнуту летелицу из Другог светског рата негде у Арктичком кругу.
Назад у 1942. години, нацистички официр Јохан Шмид и његови људи краду древну реликвију звану Тесеракт из окупиране Норвешке.
У Њујорку, Стива Роџерса одбијају за добровољно учешће на Западном фронту због нарушеног здравља и слабе физичке спреме. Након предавања о технологији у будућности и разговора са својим пријатељoм наредником Џејмсом „Бакијем” Барнсом, Роџерс поново покушава да се пријави за службу. Начувши разговор два пријатеља, доктор Абрахам Ерскин дозвољава Роџерсу да буде део регрутације. Ерскин у Роџерсу види идеалног кандидата за програм супер-војника који води заједно са Маргарет „Пеги” Картер и пуковником Честером Филипсом. Филипс не дели мишљење доктора Ерскина и сматра да Роџерс не заслужује место у експерименту. Ноћ пре захвата, Ерскин открива Роџерсу да је Шмид већ радио неке тестове на себи, који су оставили трајне последице.
Шмид и доктор Армин Зола зауздају моћ Тесеракта са циљем напајања Золиних оружја. Шмид налази Ерскина и шаље атентатора, Хајнца Кругера. Ерскин изводи захват на Роџерсу серумом за јачање и вита-зрацима. Роџерс добија на висини и мишићавости. Кругер убија Ерскина. Роџерсова снага и издржљивост помажу му да ухвати Кругера, али он прогута капсулу цијанида. Ерскиновом смрћу формула за серум супер-војника је изгубљена те сенатор Бранд шаље Роџерса на турнеју по ратним зонама у шареном костиму „Капетана Америке”. Тим научника покушава да открије нешто више из Ерскинових налаза. Током наступа 1943. године у Италији, Роџерс сазнаје да је Барнсова јединица нестала у акцији. Утучен вешћу, Роџерс креће да спаси пријатеља, заједно са Пеги Картер и инжињером Хауардом Старком. Роџерс улази у Шмидов штаб, нацистичко постројење огранка који је назван Хидра. Након ослобађања Барнса и осталих, Роџерс се сукобљава са Шмидом. Он му открива да је цена серума супер-војника велика. Скидајући лице од вештачког материјала, Роџерс види да је Шмидова глава у потпуности црвена.
Роџерс и Барнс окупљају тим и нападају остале Хидрине базе. Старк опрема Роџерса напредном опремом, пре свега округлим штитом направљеним од вибранијума. У једној од акција, Роџерс и Барнс нападају воз у ком се налази Зола. Током акције, Барнс испада из воза у амбис. Користећи информације добијене од Золе, Роџерс предводи акцију спречавања напада на велике америчке градове оружјем за масовно уништење које Црвена Лобања има. Током борбе у авиону, ивице Тесеракта су оштећене. Шмид руком додирује унутрашност Тесеракта што ствара портал који га усисава. Тесеракт топи тло испред себе и пада у океан. Без опције да безбедно приземљи летелицу, Роџерс мења курс лета ка северном полу. Старкова потрага налази Тесеракт, али не успева да пронађе Роџерса.
Роџерс се буди у болничкој соби уређеној као у '40-им годинама. Чувши на радију пренос утакмице коју је гледао 1941. године, схвата да нешто није у реду. Истрчавши напоље из болнице, затиче се на Тајмс скверу, где му Ник Фјури саопштава да је спавао претходних 70 година. У завршним сценама, Фјури тражи од Роџерса да се укључи у мисију која може имати последице по читав свет.

## Улоге
| Глумац            | Улога               |
| ----------------- | ------------------- |
| Крис Еванс        | Стивен Грент Роџерс |
| Хејли Атвел       | Пеги Картер         |
| Себастијан Стен   | Баки Барнс          |
| Томи Ли Џоунс     | Честер Филипс       |
| Хјуго Вивинг      | Јохан Шмит          |
| Доминик Купер     | Хауард Старк        |
| Нил Макдона       | Тимоти Даган        |
| Стенли Тучи       | Абрахам Ерскин      |
| Самјуел Л. Џексон | Николас Хосе Фјури  |
| Дерек Лук         | Гејб Џоунс          |
| Тоби Џоунс        | доктор Арним Зола   |